# Dolores la Joya
Dolores la Joya, eller bara La Joya, är en ort i Mexiko, tillhörande kommunen Atlacomulco i den nordvästra delen av delstaten Mexiko, i den centrala delen av landet. Orten hade 883 invånare vid folkräkningen 2010.